# 异牟寻
异牟寻（754年—808年），阁罗凤之孙，鳳伽異之子，南诏第三代国王，779年至808年在位，谥孝桓王。

## 生平
异牟寻知书，有才智，善抚众。779年，阁罗凤去世，异牟寻即位。当年十月，异牟寻联合吐蕃合兵十万，进攻唐朝蜀地，意欲取蜀地为东府。唐朝大将李晟率禁兵四千人，金吾大将军曲环率邠、陇、范阳兵五千人。南诏吐蕃联军大败，李晟追击到大渡河外，联军死者八九万人。异牟寻将国都由太和城迁至苴咩城（在今云南省大理市），吐蕃封异牟寻为日东王，将南诏降为属国，掠夺南诏的资源。异牟寻设官职，立九爽、三托。
异牟寻不满吐蕃的繁重赋役和征索欺压，在清平官郑回的推动下，开始实行弃蕃归唐政策，于是重新归唐。789年，派遣乌蛮勿邓大鬼主苴梦冲等出使唐朝，见到剑南西川节度使韦皋，以示友好。793年（唐朝贞元九年），南诏异牟寻与韦皋夹攻吐蕃，大败吐蕃于神川，得铁桥等十六城垒，俘其王五人，降其众十余万。移宁北节度至剑川，称剑川节度。次年，率子寻阁劝（寻梦凑）与唐使崔佐时会盟于苍山神祠。斩吐蕃使者，去吐蕃所立之号，献吐蕃所授金印，以示归唐。唐朝南诏订立盟约，唐册封为南诏王。吐蕃开始衰落，南诏成为西南强国。
异牟寻任用汉人郑回为清平官，首次派贵族子弟到成都学习汉族文化；促进文化交流。多次遣使至唐朝献方物、马匹，请以大臣子弟入质，献所俘吐蕃将帅。801年，再与韦皋联兵破吐蕃，克七城，焚毁堡垒一百五十所，擒获论莽热献给唐朝。807年，派遣邓傍传朝唐，受封试殿中监。
808年，异牟寻去世，其子寻阁劝即位。唐朝派太常少卿武少仪赴南诏吊祭。

## 年号
- 见龙：780年-783年
- 上元：784年—808年